# إيكيجا
إيكيجا (Ekiga ؛ كان يدعى سابقاً GnomeMeeting) هو برنامج فويب (VoIP) ومحادثة مرئية حر ومفتوح المصدر ، يعمل البرنامج على لينوكس ووندوز، برنامج إيكيجا يدعم بروتوكول SIP وH.323 (المبني على OpenH323) ، ويتوافق بشاكل كامل مع أي برنامج يدعم برتوكول SIP مثل برنامج ميكروسوفت نت ميتنج (Microsoft NetMeeting)
إيكيجا كتبه داميان ساندراز (Damien Sandras) في الأصل كمشروع تخرج من جامعة لوفان الكاثوليكية، ويقوم بتطويره الآن فريق من المبرمجين حول العالم بقيادة داميان ساندراز، شعار البرنامج قام بتصميمه أندرياس كويتكواسكي (Andreas Kwiatkowski) بناء على تصور داميان .

## وصلات خارجية
- إيكيجا على موقع Open Hub (الإنجليزية)
- إيكيجا على موقع Free Software Directory (الإنجليزية)
- موقع إيكيجا.
- ويكي إيكيجا
- مدونة المطورين.
- دروس إيكيجا على ويندوز.